# Luboš Račanský
Luboš Račanský, né le 13 mars 1964 à Benešov, est un tireur sportif tchèque.

## Carrière
Luboš Račanský participe aux Jeux olympiques de 1992 à Barcelone et remporte la médaille de bronze dans l'épreuve de la cible mobile 10 mètres.